# Ludwig Reinhold von Werner
Ludwig Reinhold von Werner (* 5. Mai 1726 in Brasnicken, Ostpreußen; † 19. November 1756) war ein deutscher Verwaltungsbeamter und Verfasser geschichtswissenschaftlicher Abhandlungen.
Ludwig Reinhold von Werner entstammte einer seit dem 16. Jahrhundert in Ostpreußen ansässigen und 1701 in den Adelstand erhobenen Beamten- und Offiziersfamilie. 1745 wurde er in Gumbinnen Königlich Preußischer Kriegs- und Domänenrat. Er war danach in Küstrin angestellt. 1756 schied er aus dem Dienst aus. Weil er an der Universität Frankfurt an der Oder Hochschullehrer werden wollte, erwarb er 1756 an der Universität Greifswald die akademische Würde eines Doktors der Rechte. Er verstarb jedoch noch im selben Jahr im Alter von dreißig Jahren.
Werner verfasste eine Reihe von Aufsätzen, vorwiegend lokalhistorischen Inhalts, darunter Abhandlungen über die ostpreußischen Städte Angerburg, Lyck, Johannisburg und Lötzen. Der Historiker Max Toeppen äußerte sich zu Werners Schriften  wie folgt:
»Der Kriegsrath L. R. v. Werner schrieb eine Reihe von Abhandlungen über einzelne Städte Preußens, welche in Form und Inhalt in unverkennbarem Zusammenhange mit den „rathhäuslichen Inventarien“ stehen, welche in der Zeit König Friedrich Wilhelms I. in den Städten nach vorgeschriebenem Schema angelegt werden mussten. Die Abhandlungen sind noch immer sehr brauchbar wegen ihres Gehaltes, wenn auch ihre Form, Anmerkungenwust unter inhaltsleeren Paragraphen, nicht scheuslicher gedacht werden kann. Sie sind unter dem Namen l'oleographia patriae gesammelt und in dieser Sammlung mit einer allgemeinen Einleitung versehen.«

## Werke
- Sendschreiben an die Teutsche Gesellschaft zu Königsberg in Preussen, Küstrin 1744.
- Landesordnung des 34sten Hochmeisters in Preussen, Georg Friedrich's, Herzogen zu Sachsen; aus einer alten Handschrift mitgetheilet und mit Anmerkungen versehen, Gumbinnen 175
- Historische Nachricht von der Stadt Angerburg und derselben Wappen, Königsberg 1751.
- Historische Nachricht von der Stadt Lyck und derselben Wappen, Königsberg 1751.
- Historische Nachricht von der Stadt Johannisburg und derselben Wappen, Königsberg 1753.
- Gesammelte Nachrichten zur Ergänzung der preußisch-märkischen und polnischen Geschichte. Band 1, Hübner, Küstrin 1755 (244 Seiten).
- Anmerkungen von dem Ehestande der alten Preussen, Küstrin 1755 (Digitalisat).
- De scriptia historiam Lindae Marianae in Boru famigeratissimae illustratibus, Küstrin 176.
- Coomentatio epistolica, qua orationem hacterius inetam de coenobio Hildensi offert.,  Küstrin 1756.